# Florentia San Gimignano Società Sportiva Dilettantistica
El Florentia San Gimignano Società Sportiva Dilettantistica es un club de fútbol femenino italiano con sede en la ciudad de San Gimignano (Siena), en la Toscana.

## Historia
Fue fundado en octubre de 2015 y después de tres ascensos consecutivos logró llegar a la Serie A en la temporada 2017-18. En junio de 2021, la Unione Calcio Sampdoria adquirió los derechos deportivos del club para que su sección femenina pudiera competir en la máxima división italiana.

## Estadio
Al llegar a la Serie A en 2018, el Florentia llegó un acuerdo con el A.S.D. Giallo-Blu Figline para usar su estadio. Actualmente, juega en el Estadio Santa Lucia de San Gimignano, con capacidad para 1.500 espectadores.

## Palmarés
| Competición nacional | Títulos  | Subcampeonatos |
| -------------------- | -------- | -------------- |
| Serie B (1/0)        | 2017-18. |                |
| Serie C (1/0)        | 2016-17. |                |
| Serie D (1/0)        | 2015-16. |                |